# Villaharta
Villaharta is een gemeente in de Spaanse provincie Córdoba in de regio Andalusië met een oppervlakte van 12 km². Villaharta telt 669 inwoners (1 januari 2016).

## Demografische ontwikkeling
Bron: INE, 1857-2011: volkstellingen